# Duché de Westphalie
1180–1803
Entités précédentes :
- Duché de Saxe

Entités suivantes :
- Landgraviat de Hesse-Darmstadt

Le duché de Westphalie (en allemand : Herzogtum Westfalen) était un État du Saint-Empire romain. Détaché du duché de Saxe (Westphalie) lors du bannissement du duc Henri le Lion par l'empereur Frédéric Barberousse en 1180, il faisait partie de la principauté archiépiscopale, puis de l’électorat de Cologne jusqu'à sa sécularisation par le recès d'Empire en 1803.
Ce duché, séparé de l'archevêché rhénan de Cologne par les domaines du duché de Berg et du Comté de La Marck, avait Arensberg pour ville principale. Il fut rattaché en 1803 au landgraviat de Hesse-Darmstadt (à partir de 1806 : le grand-duché de Hesse). Par décision du congrès de Vienne en 1815, le territoire échoit au royaume de Prusse et devint partie de la province de Westphalie.

## Géographie

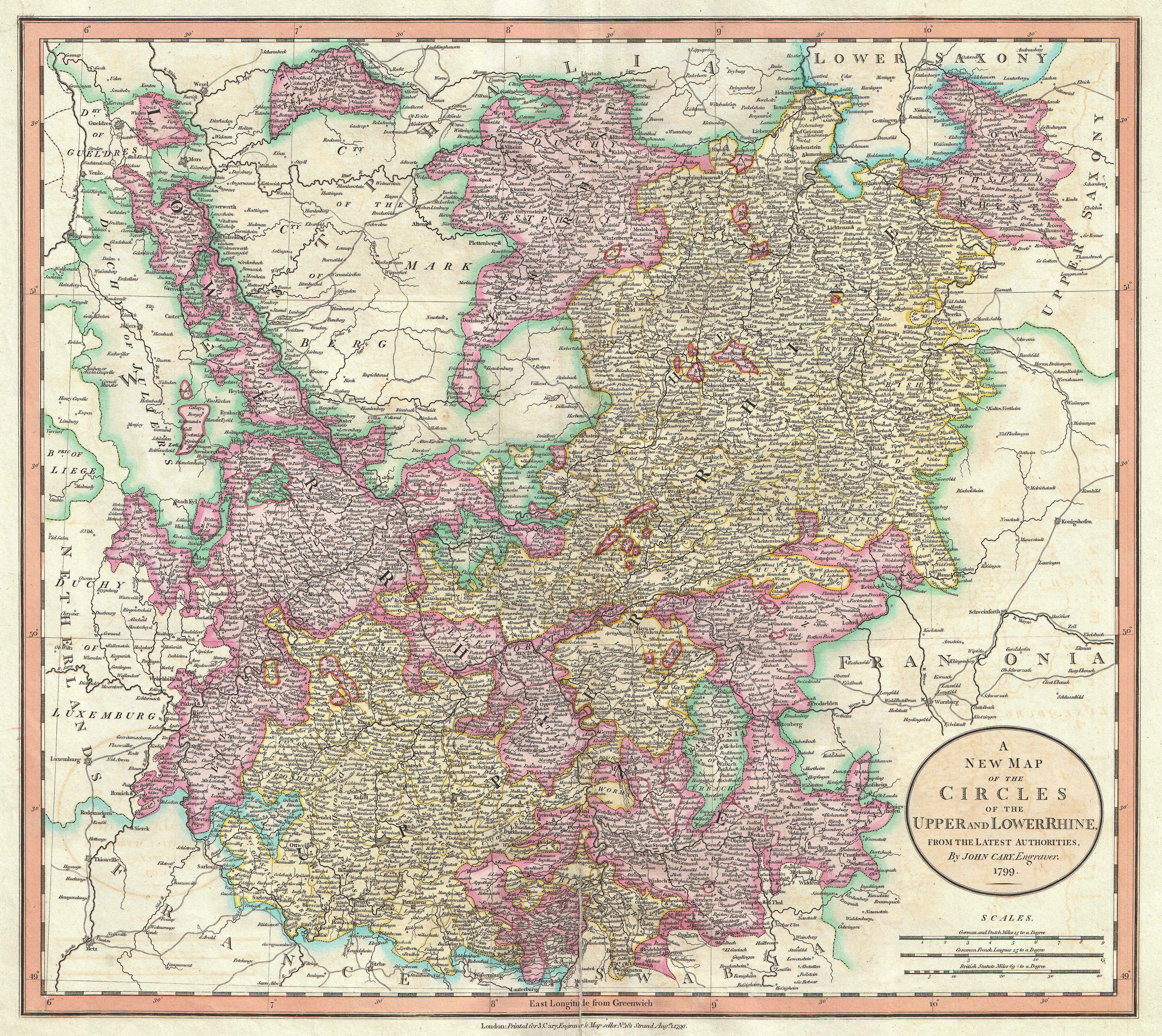
Le duché de Westphalie (en rose).

Vers la fin du XVIIIe siècle, le duché comprenait le territoire des arrondissements actuels d'Olpe et du Haut-Sauerland, ainsi qu'une grande partie de l'arrondissement de Soest et les villes de Menden et Balve. Plus à l'est se trouvait l'exclave de Volkmarsen. Les villes adjacentes de Lippstadt et de Soest n'en faisaient pas partie.
La seigneurie était limitée au nord par la rivière Lippe, la frontiére avec l'évêché de Münster. Au nord-est, elle était limitrophe de l'évêché de Paderborn ; au sud-est, elle était bordée de la principauté de Waldeck, le landgraviat de Hesse et la principauté de Nassau-Siegen. À l'ouest elle confine au duché de Berg, ainsi qu' aux comtés de Gimborn, de La Marck et de Limbourg.
La plus grande partie du territoire faisait partie de la zone montagneuse du Sauerland, riche en forêts et en en gisements de métaux. Une moindre partie au nord, autour des villes de Werl, d'Erwitte et de Geseke s'étendait le long du Hellweg dans la pleine fertile de Westphalie.